# Pameatnîk, Kalanceak
Pameatnîk (în ucraineană Пам'ятник) este un sat în comuna Cervonîi Ceaban din raionul Kalanceak, regiunea Herson, Ucraina.

## Demografie
Componența lingvistică a localității Pameatnîk
     Ucraineană (71,43%)
     Rusă (28,57%)
Conform recensământului din 2001, majoritatea populației localității Pameatnîk era vorbitoare de ucraineană (71,43%), existând în minoritate și vorbitori de rusă (28,57%).